# Amsterdams tunnelbana

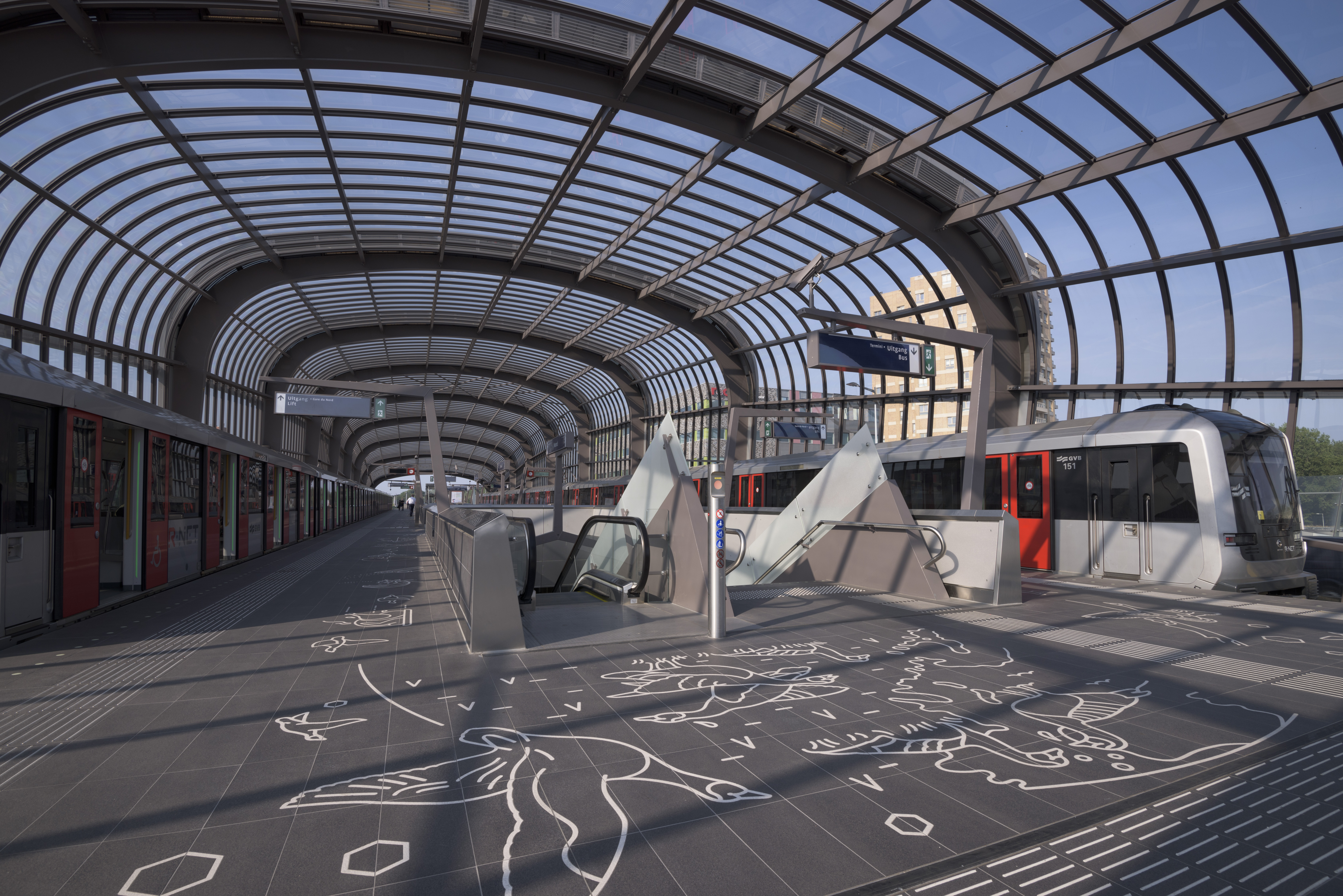
Noord

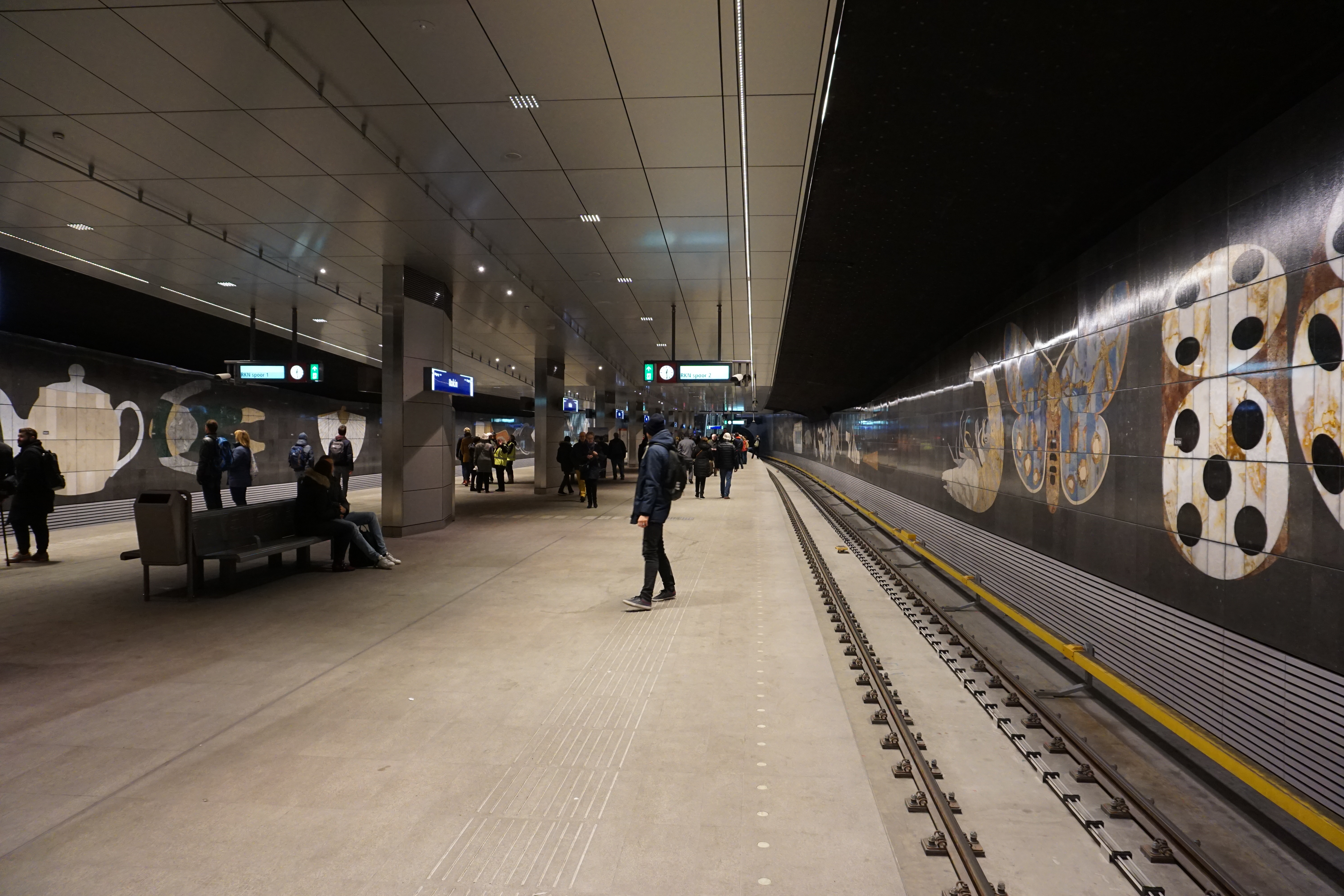
Rokin

Amsterdams tunnelbana (nederländska: Amsterdamse metro) öppnades 1977 och är 42,5 km lång (81,2 km spår). Tunnelbanan kör i snitt 900 turer per dag. Nätet omfattar idag tre linjer från Centraal Station, stationen med flest passagerare, till de södra och sydöstra förorterna; dessutom finns en ringlinje. En femte linje, Noord/Zuidlijn, går i nord–sydlig riktning via Centraal Station.
Amsterdams tunnelbana är mindre viktig som transportmedel i innerstaden eftersom många åker med Amsterdams spårvagnar eller cyklar. Det finns inte heller särskilt många stationer i centrum. Tunnelbanan är dock viktig för kommunikationerna mellan de stora bostadsområden, arbetsplatsområden och affärscentra som finns i förorterna, till exempel Bijlmer, Amstelveen och Amsterdam-Noord.
Som biljett används "OV-chipkaart", ett kontaktlöst kort som används i all kollektivtrafik i hela Nederländerna. Det går också att betala med mobilen eller met betalkort i spärrarna (även utländska kort accepteras om det är Maestro, Visa, Mastercard eller Vpay kort).

## Historia
Som i många större städer diskuterades även i Amsterdam sedan början på 1900-talet möjligheterna att anlägga ett tunnelbanesystem. Mer konkreta blev planerna på 1960-talet, och efter diverse utredningar beslutade kommunfullmäktige 1968 att anlägga ett system med fyra tunnelbanelinjer under hela innerstaden med diverse förgreningar i förorterna. Man började bygga på linjen till Amsterdam Zuidoost och Bijlmer, eftersom det redan var mycket rivet och bombskadat i kriget i den delen av innerstaden som berördes av denna linje. På grund av att marken i Amsterdam består av slapp lera och att man ville att tunnelbanan skulle vara lättillgänglig och inte djupt liggande, valde man att bygga den i öppet schakt. Detta betydde, i kombination med planer på nya och breda bilvägar genom innerstaden, att man ändå var tvungen att riva hela kvarter med historiska hus. Detta ledde i sin tur till vilda protester och kravaller i Amsterdam på 1970-talet (liknande upproret i Kungsträdgården i Stockholm). Den första tunnelbanelinjen byggdes ändå och stod klar 1977, men planerna på breda genomfartsleder genom de gamla staden blev aldrig genomförda. Kommunfullmäktige tog intryck av kravallerna och beslöt 1980 att stoppa tunnelbaneplanerna "för gott". Först på 1990-talet började man planera och bygga utvidgningar av systemet igen, till exempel en ringlinje runt staden, men inte i innerstan.
Det faktum att tunnelbanan utgör ett effektivt och viktigt transportmedel har dock lett till att man 2002 började bygga en ny linje i nord-sydlig riktning (Noord/Zuidlijn) i en borrad tunnel på 25–30 meters djup mitt under den historiska innerstaden. 2022 beviljades statliga subventioner för att förlänga Noord-zuidlijn till flygplatsen Schiphol.

## Teknik
Amsterdams tunnelbana körs i princip på 750 volt likström via en strömskena. Spårvidden är normalspår, det vill säga 1435 mm.
Vagnarna är 3000 mm breda och tågsätten 116 meter långa. Varje tågsätt tar 178 sittande och 782 stående passagerare och har stolarna längs väggarna. Det körs även en äldre och utgående typ som är 2,65 m bred. Max hastighet är 70 km/tim.

## Linjer
| 50 | Isolatorweg–Sloterdijk–De Vlugtlaan–Jan van Galenstraat–Postjesweg–Lelylaan–Heemstedestraat–Henk Sneevlietweg–Amstelveenseweg–Zuid–RAI–Overamstel–Van der Madeweg–Duivendrecht–Strandvliet–Bijlmer Arena–Bullewijk–Holendrecht–Reigersbos–Gein |
| 51 | Centraal Station–Nieuwmarkt–Waterlooplein–Weesperplein–Wibautstraat–Amstel–Spaklerweg–Overamstel–RAI–Zuid/WTC–Amstelveenseweg-Henk Sneevlietweg-Heemstedestraat- Lelylaan-Postjesweg-Jan van Galenstraat-De Vlugtlaan-Sloterdijk–Isolatorweg   |
| 52 | Noord–Noorderpark–Centraal Station–Rokin–Vijzelgracht–De Pijp–Europaplein– Zuid |
| 53 | Centraal Station–Nieuwmarkt–Waterlooplein–Weesperplein–Wibautstraat–Amstel–Spaklerweg–Van der Madeweg–Venserpolder–Diemen Zuid–Verrijn Stuartweg–Ganzenhoef–Kraaiennest–Gaasperplas                                                            |
| 54 | Centraal Station–Nieuwmarkt–Waterlooplein–Weesperplein–Wibautstraat–Amstel–Spaklerweg–Van der Madeweg–Duivendrecht–Strandvliet–Bijlmer Arena–Bullewijk–Holendrecht–Reigersbos–Gein                                                             |

### Noord/Zuidlijn
Noord/Zuidlijn ("Nord-sydlinjen") kallas den linje som började byggas 2002 rakt igenom Amsterdams historiska stadskärna. Linjen öppnades för trafik den 22 juli 2018. Linjen har 8 stationer och kopplas till det nuvarande metrosystemet vid stationen "Zuid". Denna station byggs för tillfället om och utvidgas till en andra centralstation (blir runt år 2025 även station för internationella tåg), samtidigt som motorvägen vid stationen läggs i tunnel. Staten har 2022 reserverat pengar för att dra linjen vidare till flygplatsen Amsterdam-Schiphols flygplats.
Totala längden är 9,7 km, varav 6 km under jorden. 3,2 km av tunneln har borrats med en jättelik borr, som är 7 m i diameter och 60 m lång. De flesta stationerna ligger på cirka 25 m under markytan. Stationerna är byggda i öppet schakt och vid de flesta stationerna används utrymmet mellan stationen och markytan till att bygga underjordiska parkeringshus.
Bygget av linjen kostade ungefär 3,1 miljarder euro och hade 200 000 passagerare per dag vid starten.